# Ruggine?
Ruggine? è il secondo album dei Peter Punk, pubblicato nel 2002.
L'album mostra un miglioramento tecnico, con testi più curati e riff immediati, anche se è forse un po' ripetitivo rispetto al precedente.

## Tracce
1. Utopia – 2:20
2. S.Remo – 1:53
3. Peter Punk – 2:22
4. Frankenstein G.M. – 2:13
5. Peso Forma – 2:26
6. Riscatto – 1:51
7. Nero Su Bianco – 2:03
8. Nuova Vocazione – 2:14
9. Doppio Gioco – 2:39
10. Il Rappresentante – 2:21
11. Senza Tetto – 2:46
12. Pregiudizi – 0:57
13. Senza Cuore – 2:07
14. Interessi – 1:33
15. Obbligato Dallo Stato – 1:14
16. Indipendente – 1:52 – + T.A.R.P.A.P. + bonus – 4:32

## Formazione
- Nicolò Gasparini - voce, chitarra
- Ettore Montagner - basso
- Stefano Fabretti - chitarra
- Nicola Brugnaro - batteria